# 異魔話武可誌

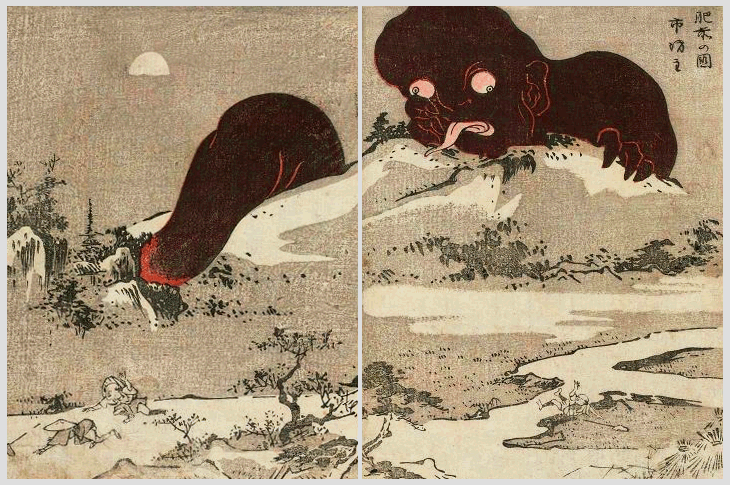
勝川春英『異魔話武可誌』肥前の国 市坊主

『異魔話武可誌』（いまはむかし）は、1790年（寛政2年）に須原屋茂兵衛などから出版された、勝川春英・勝川春章（補助）による妖怪を主題とした版本である。

## 概要
浮世絵師・勝川春英とその師である勝川春章によって描かれた妖怪画を収録した版本で、図には色数は少ないものの彩色もほどこされており数種の色板によって多色摺りされている。最終丁は宝船の図が描かれている。図のみが収録されており、文字情報は序文（無署名）と妖怪の名前が示されているだけである。図は、見開きで1画面が構成されているものもあるが、半丁（1ページ）のものもあり、一定はしていない。
本書の伝本は非常に少ない。大英博物館の所蔵本には若井兼三郎（日本美術品輸出商・「起立工商会社」副社長。1834-1908）の印章が確認できる。

## 列国怪談聞書帖
『列国怪談聞書帖』（れっこくかいだんききがきぞうし）は1802年（享和2年）に三崎屋清吉（文栄堂）から出版された読本（よみほん）である。『異魔話武可誌』の版木を流用し、十返舎一九による文章を足して再構成された作品である。
一九により、それぞれの妖怪に関する説話が付けられているが、すべての妖怪画に文章が付けられているわけではない（33点のうち17点）。『異魔話武可誌』には存在しなかった新規の図や、収録されなかった図、妖怪の名称が異なっている図も存在するが、その異動改竄の意図は明確にはなっていない。また『異魔話武可誌』最終丁の宝船の図も存在していない。

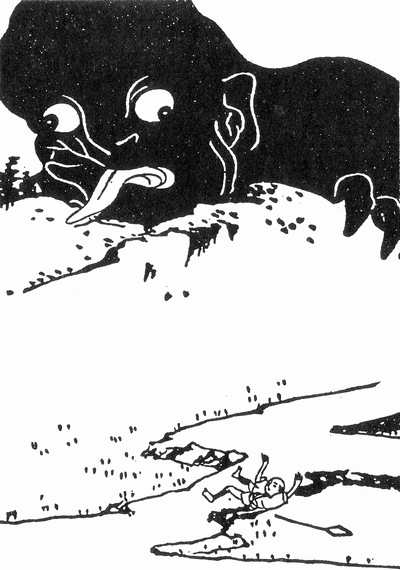
『怪談百鬼図会』より（江馬務『日本妖怪変化史』大入道）

### 怪談百鬼図会
『怪談百鬼図会』（かいだんひゃっきずえ）は刊行年代不詳であるが、『列国怪談聞書帖』と同様に十返舎一九の序を加えて再構成・再刊行された『異魔話武可誌』である。
風俗研究家・江馬務は『日本妖怪変化史』で同書から図版を引いており、引用書名に『怪談百鬼図会』とある。ただし『小夜しぐれ』などと並んで、図版キャプションの画家名の併記が欠けており、画家名が併記されていた鳥山石燕（『百鬼夜行』）や竹原春泉斎（『桃山人夜話』）などとは違い、画家名と書名が結び付けられて紹介されることは1990年代後半になるまで少なかった。